# Kościół ewangelicki w Boguminie
Kościół ewangelicki w Boguminie – kościół w Boguminie, w kraju morawsko-śląskim w Czechach, należący do miejscowego zboru Śląskiego Kościoła Ewangelickiego Augsburskiego Wyznania.

## Historia
Pierwsze ewangelickie nabożeństwo w Boguminie odbyło się 4 grudnia 1887 roku w budynku szkoły. Od 1888 roku Bogumin pozostawał stacją kaznodziejską zboru w Orłowej. Nabożeństwa w nowej siedzibie szkoły prowadził Richard Fritsche z Cieszyna. W późniejszym czasie ewangelikom uniemożliwiono jednak wykorzystywanie pomieszczeń szkoły, dlatego organizację nabożeństw przeniesiono do gościńca Moritza Saffiera, gdzie odbywały się w każdą pierwszą niedzielę miesiąca oraz w Wielki Piątek.
Z inicjatywy superintendenta morawsko-śląskiego księdza Theodora Haase w 1900 roku rozpoczęto budowę kościoła przy obecnej ulicy Štefánikovej. Ziemię pod świątynię podarował hrabia Heinrich Larisch-Mönnich. Autorem projektu budynku był Julius Leisching z Brna, budowa przebiegała pod kierownictwem Josefa Bergera z Bogumina. Środki na budowę pochodziły z kasy Rady Miejskiej, składek przemysłowców, członków zboru oraz wiernych z Niemiec i Holandii, a także funduszu Bratniej Pomocy im. Gustawa Adolfa.
Uroczystość poświęcenie kościoła miała miejsce 15 października 1901 roku.
W 1926 roku obok kościoła postawiono budynek probostwa.
Po II wojnie światowej świątynia została skonfiskowana na rzecz państwa jako własność poniemiecka. Zdewastowany budynek zbór odzyskał w latach 70. XX wieku, przystąpiono do jego generalnego remontu, zakończonego w 1974 roku. Remont budynku parafialnego miał miejsce w 1991 roku.